# 垫生银耳
垫生银耳（学名：Tremella pulvinalis）是属于银耳目银耳科银耳属的一种真菌，群生于阔叶林中的山谷沟岸阔叶朽枝上。该种分布于中国、日本。